# Rhodania parkeri
Rhodania parkeri är en insektsart som först beskrevs av Alfred Serge Balachowsky 1936.  Rhodania parkeri ingår i släktet Rhodania och familjen ullsköldlöss.
Artens utbredningsområde är Frankrike. Inga underarter finns listade i Catalogue of Life.